# Давид і цар Саул
 Давид і цар Саул — відома картина голландського художника Рембрандта на мало відомий біблійний сюжет.

## Академізм і біблійні сюжети
За часом до нас ближче 19 століття, ніж 17 століття, тобто епоха Рембрандта. В 19 столітті біблійні сюжети намагався монополізувати академізм, який штучно намагався оживити помертвілі сюжети та уявлення про престижність біблійних сюжетів. Серед них був і сюжет про юного Давида і старого царя Саула. Художники академічного напрямку вважали, що глядачі читали Біблію і добре пам'ятають трагічні події, пов'язані з першим юдейським царем, що хворів на депресію, а програвши вирішальну битву, заколов себе мечем. Але академізм брався не за трагічний сюжет, а за протиставлення царя, що старіє і юного Давида, що повертав добрий настрій царю, граючи на арфі. Один грає, другий слухає, ніякого непорозуміння, нічого трагічного. Зате можна скільки завгодно шукати різні композиції та малювати псевдоісторичні килими, меблі, псевдоісторичний царський одяг, палацові інтер'єри, які ніколи не існували.

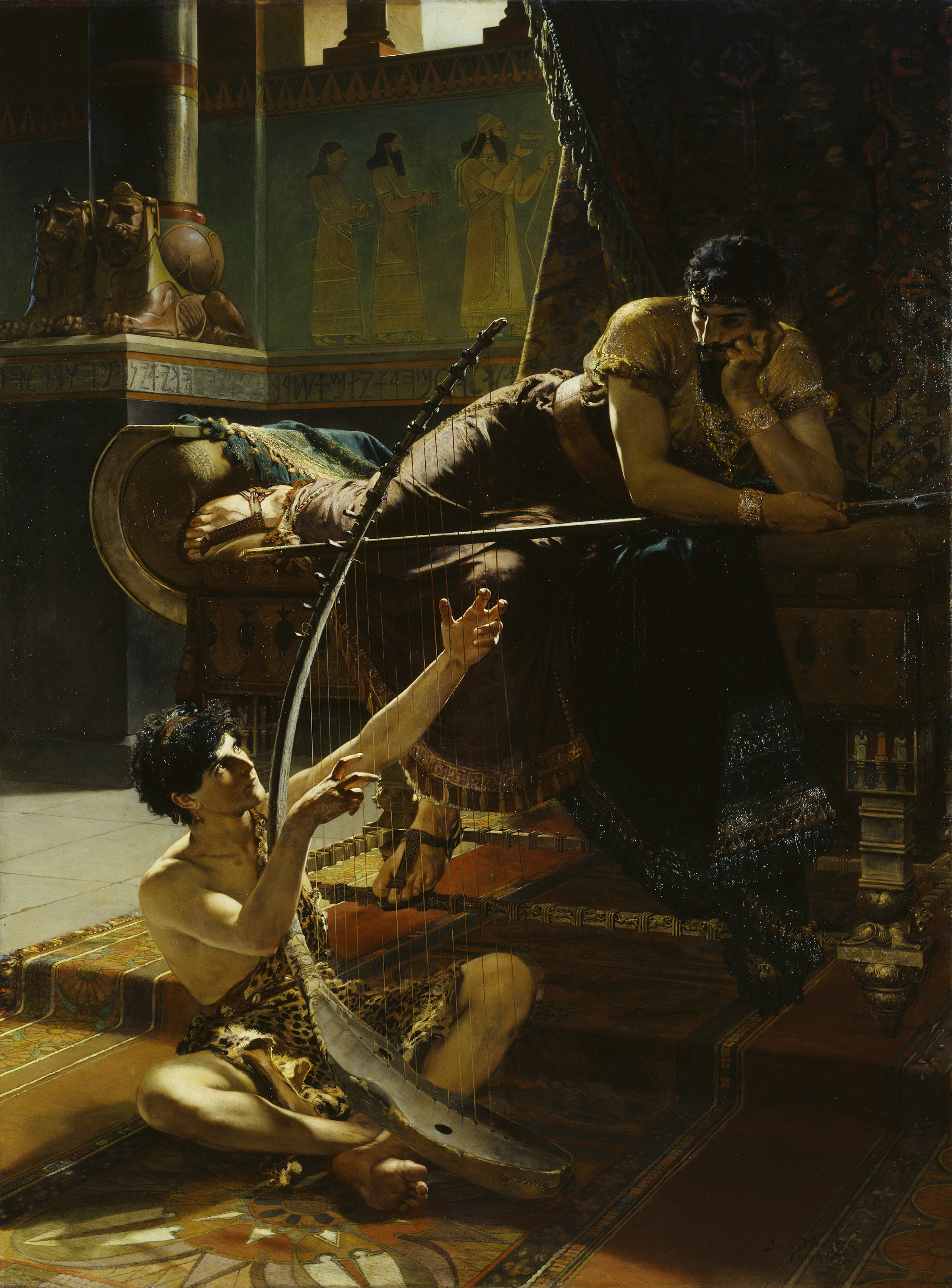
Худ. Юліус Кронберг. Давид і цар Саул. 1885 р.

## Картина Рембрандта
У пізній період творчості Рембрандта перестали цікавити подробиці, інтер'єри та шати. Його старі в якомусь умовному одязі, до якого нема діла ні художнику, ні глядачеві. Все це притаманне й картині «Давид і цар Саул». Якесь узвишшя є натяком на трон, а від пишного царського палацу на картині — лише важка завіса. В картинному просторі лише дві постаті — юнак Давид з арфою і цар, що не стримав сліз і витирає їх прямо завісою. На пригнічений настрій картини впливають і її похмурі кольори.